# Pilgrim II. von Puchheim

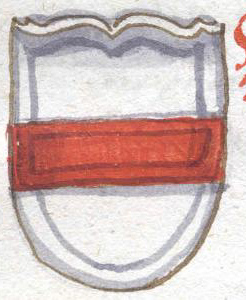
Wappen des Pilgrim II. von Puchheim in einer Salzburger Chronik, nach 1587

Pilgrim von Puchheim (* um 1330; † 5. April 1396 in Salzburg) war von 1365 bis 1396 als Pilgrim II. Salzburger Fürsterzbischof sowie nach der Inkorporation durch ihn Administrator der Reichsprälatur Berchtesgaden. Unter seiner Führung erlangte das Land Salzburg seine größte Ausdehnung.

## Biografie

### Herkunft und Jugend
Pilgrim stammt aus dem Geschlecht der Herren von Puchheim, die ihre Burg in der Nähe von Attnang (Attnang-Puchheim) hatten. Vor der Wahl Pilgrims war eine einmonatige Sedisvakanz eingetreten, da sich die beiden Lager um den österreichischen und den bayerischen Herzog in Salzburg zuerst auf keinen gemeinsamen Kandidaten einigen konnten. Mit der Wahl von Pilgrim behielt das Lager der Österreicher schließlich die Oberhand.

### Pilgrim als Stratege zwischen Bayern und Österreich
Die besondere Leistung des maßgeblich mit österreichischer Hilfe ernannten Pilgrim war es, sich alsbald von diesen Fesseln zu lösen und zu einer selbstständigen, dreißig Jahre kontinuierlich weitergeführten Politik zu finden.
Bereits 1366 schloss Pilgrim einen Waffenstillstand mit Bayern, der zweimal verlängert wurde. Das Bündnis mit Österreich erneuerte er 1367. Am 6. März 1371 schloss er aber wiederum mit Bayern das Laufener Bündnis, womit er das Bündnis mit dem österreichischen Erzherzog verließ. Am anschließenden Konflikt des bayerischen Herzogs mit Kaiser Karl IV. um die Mark Brandenburg beteiligte sich Pilgrim mit 200 Reitern auf Seiten der Bayern. Nach Abschluss des Vertrag von Fürstenwalde war Pilgrim wieder Verbündeter des Kaisers.
Pilgrim versuchte wegen der großen Salzvorkommen, die damalige reichsunmittelbare Stiftspropstei Berchtesgaden und Reichenhall an sich zu ziehen. Er setzte den Berchtesgadener Propst Ulrich Wulp ab und für ihn seinen Vertrauensmann Sieghard Waller ein – dessen Position aber von Wulp nicht anerkannt wurde, so dass es zu einem „kleinen“, zweijährigen Schisma in Berchtesgaden kam. Im darauffolgenden Krieg mit den Bayern, als Bündnisgenossen von Propst Wulp, blieben Österreich und damit auch Salzburg vorerst siegreich. Von 1393 an hatte Pilgrim selbst noch bis zu seinem Tod 1396 die Administrationsgewalt über Berchtesgaden, wie auch noch bis 1404 seine beiden ihm nachfolgenden Erzbischöfe von Salzburg.
Im Städtekrieg nahm der bayerische Herzog Friedrich Pilgrim am 27. November 1387 in Raitenhaslach gefangen und entführte ihn nach Burghausen. Er forderte für seine Freilassung die Auflösung seines Vertrags mit dem Schwäbischen Städtebund. Erst 1389 versöhnte er sich wieder mit den bayerischen Herzögen.
Pilgrim erhielt 1381 das Privilegium de non evocando. Keiner seiner Untertanen konnte demgemäß vor ein fremdes Gericht gezogen werden; ein wichtiger Schritt zur Vollendung der weltlichen Herrschaft der Erzbischöfe im Erzstift Salzburg.

### Pilgrim und das große Schisma
In seine Regentschaft fällt der Beginn des großen abendländischen Schismas 1378 zwischen dem seit 1376 in Rom residierenden Papst Gregor XI.  und dem Gegenpapst Clemens VII. in Avignon.
Pilgrim machte hier, strategisch klug verborgen, seine guten Beziehungen zur Kurie in Avignon zu einer Hauptstütze seiner Politik, während seine Domherren und Ministerialen großteils zur römischen Kurie standen.
Pilgrim von Puchheim starb am 5. April 1396 in Salzburg und wurde im Salzburger Dom in der von ihm erbauten Pilgrimskapelle beigesetzt.

## Wirken

### Pilgrim und der Mönch von Salzburg
Die Identität des Mönchs von Salzburg, des bedeutendsten deutschen Lied-Dichters des Spätmittelalters, ist bis heute ungeklärt. Sechs Geistliche wurden als Verfasser in Erwägung gezogen (etwa der Benediktiner Hermann oder der Laienpriester Martin), doch erwiesen sich all diese Vermutungen als unhaltbar. Vielleicht war der Salzburger Erzbischof Pilgrim II. von Puchheim, sonst als geschickter Diplomat und Staatsmann bekannt, selbst der Verfasser der Lieder. Darauf deuten jedenfalls Textstellen in seinen Liedern hin. In einem Liebeslied (1392) – als Brief aus Prag verfasst – an „die allerschönste Frau im Schlosse Freudensaal“ adressiert, bezeichnet sich Pilgrim jedenfalls direkt als Verfasser. (Freudensaal, heute Schloss Freisaal war Pilgrims Landsitz.) Dieser Mönch verfasste 57 geistliche und 49 weltliche Lieder von hohem künstlerischen Wert, die in Mitteleuropa in Abschriften bald weit verbreitet waren. Pilgrim studierte bekanntlich nächst der Papstresidenz in Avignon. In den Liedern des Mönchs von Salzburg lassen sich auch Einflüsse des in Avignon sehr bekannten Komponisten Guillaume de Machaut († 1377) nachweisen, wie der Musikforscher Reischenböck (1991) feststellte.

### Pilgrim als Förderer der Musik
1393 stiftete Pilgrim die erste Chor-Kaplanei für die Pilgrimskapelle des alten Salzburger Münsters, um dort die neue Technik des mehrstimmigen Gesanges zu pflegen, die von Paris und Florenz ausgehend bald in den Niederlanden und Burgund zu voller Blüte kommen sollte. Die Stiftung sah sechs musikkundige Kapläne und für jeden Kaplan einen stimmgewandten Schüler über 16 Jahre vor. Damit legte Pilgrim einen wichtigen Grundstein für die Entwicklung und Stärkung des neuen polyphonen Singstils, der nun das starre Gefüge der Gregorianik mit seiner typischen Improvisationspraxis immer mehr ablöste.